# Eddie Gustafsson
Edward Gustafsson (Filadelfia, 31 gennaio 1977) è un ex calciatore statunitense naturalizzato svedese, di ruolo portiere.

## Carriera

### Club
Ha iniziato la sua carriera nell'IFK Stoccolma, prima di trasferirsi al Norrköping. Nel 2002, è stato acquistato dal Molde, dove è stato il portiere titolare per tre stagioni, ma alla scadenza del contratto nel 2004, ha scelto di trovarsi una nuova squadra. Ha sostenuto diversi provini infruttuosi, sia in Europa che negli Stati Uniti. Alla fine, ha firmato per un altro club norvegese, l'Hamarkameratene, dove è rimasto per una sola stagione. Dopo il campionato 2005, infatti, è stato ingaggiato dal Lyn Oslo. L'8 gennaio 2009 è stato reso noto il suo passaggio al Red Bull Salisburgo. Prima di passare agli austriaci, ha rifiutato le proposte di Fulham e Middlesbrough.
Il 18 aprile 2010 ha subito un terribile infortunio al 44' del primo tempo della gara tra LASK Linz e Red Bull Salisburgo. Il portiere svedese è stato costretto ad abbandonare il campo con la gamba rotta dopo una brutta entrata di Lukas Kragl, poi solamente ammonito.
La sua ultima presenza da calciatore l'ha collezionata il 4 maggio 2014, nell'ultimo match casalingo contro il Ried, l'unico giocato in quella stagione. Nell'occasione è uscito al 78' minuto, lasciando il posto a Péter Gulácsi tra gli applausi del pubblico.

### Nazionale
Ha debuttato con la Svezia nel 2000 e per gli scandinavi ha collezionato otto presenze. Ha preferito la Svezia agli Stati Uniti, nonostante potesse giocare con entrambe le Nazionali.

## Palmarès

### Club
- Campionato austriaco: 4

Salisburgo: 2008-2009, 2009-2010, 2011-2012, 2013-2014
- Coppa d'Austria: 2

Salisburgo: 2011-2012, 2013-2014

### Individuale
- Portiere dell’anno del campionato norvegese: 1

2008